# Рогівка (Новгород-Сіверський район)
Рогі́вка — село в Україні, у Новгород-Сіверській міській громаді Новгород-Сіверського району Чернігівської області. До 2020 підпорядковувалось Лісконогівській сільській раді.

## Археологічні розвідки
Поблизу села знаходиться ранньонеолітична стоянка Піщаний Рів, а на горі Городок залишились сліди невеликої фортеці, яка не раз горіла й руйнувалася..

## Історія
Першими поселенцями на території сучасної Рогівки були вільні козаки, які осіли в багатій на природні ресурси місцевості – поряд ліси, у долині – повноводна Десна. У минулому від річки відходив «ріг», там було велике озеро, з нього по задеснянському рогу невеликими плотами сплавляли ліс по воді до Десни й далі річкою. Можливо, назва села походить від цього «рогу», а може й від прізвища славного козака Рогова, який був одним з перших поселенців.
Запис в одній з церковних книг засвідчує, що хутір Рогівка на правому березі Десни був заснований в 1460 р.. У 15 ст. землі Чернігово-Сіверщини були під владою Великого князівства Литовського, потім – Речі Посполитої, з середини 17 ст. – в складі Російської імперії.
Спочатку на хуторі було 14 хатин, а перші вулиці називалися Широківка та Попівка. З роками хутір розрісся в село, в якому ніколи не було ні кріпаків, ні поміщиків. Розвинулись ремесла – в Рогівці з’явилися кравці, чоботарі, бондарі, багато було пасічників, чи не кожен займався риболовлею. Риби ловили стільки, що її міняли на борошно, зерно. Населення було неписемним, лікували ж людей знахарі.
За даними на 1859 рік у козачому селі Новгород-Сіверського повіту Чернігівської губернії мешкало 325 осіб (154 чоловічої статі та 171 — жіночої), налічувалось 49 дворових господарств, існувала православна церква.
За переписом 1897 року кількість мешканців зросла до 587 осіб (279 чоловічої статі та 308 — жіночої), з яких всі — православної віри.
До перевороту 1917 року в Рогівці існувала церковно-приходська школа, в якій навчались діти заможних селян (24 дитини), а після перевороту, в 1924 р., в селі відкрили лікнеп. Вдень навчалися діти, ввечері дорослі, повністю ліквідували неписемність лише в 1939 р.
У 1930 році, під час примусової колективізації, з’явився перший колгосп «Червона Рогівка».
На фронтах Другої світової воювали 170 жителів Рогівки, 80 не повернулися з поля бою.
У 1957 р. було проведено радіо, збудували цегельний завод.  У 1967 р. «Червону Рогівку» об’єднали з «Переможцем», так був створений колгосп «Дружба».
Рогівський вокально - інструментальний ансамбль «Десняри» був відомий в районі, жителі села полюбляли поїздки до райцентру на пароплавах, особливо на двоповерховому «Шайтері», біля Десни щодня розгортались футбольні баталії. У 70-80 рр. в Рогівці були збудовані основні об’єкти інфраструктури.
12 червня 2020 року, відповідно до розпорядження Кабінету Міністрів України № 730-р «Про визначення адміністративних центрів та затвердження територій територіальних громад Чернігівської області», увійшло до складу Новгород-Сіверської міської громади.
19 липня 2020 року, в результаті адміністративно - територіальної реформи та ліквідації колишнього Новгород-Сіверського району, село увійшло до новоствореного Новгород-Сіверського району Чернігівської області.

## Населення

### Мова
Розподіл населення за рідною мовою за даними перепису 2001 року:
| Мова       | Кількість | Відсоток |
| ---------- | --------- | -------- |
| російська  | 226       | 62.09%   |
| українська | 138       | 37.91%   |
| Усього     | 364       | 100%     |